# NGC 4700
NGC 4700 este o galaxie activă situată în constelația Fecioara. A fost descoperită în 1786 de către William Herschel. Se află la o distanță de 5,3 megaparseci de Pământ.